# تیم ملی بسکتبال مردان نائورو
تیم ملی بسکتبال نائورو نماینده نائورو در مسابقات بین‌المللی است.